# Mordellistena tosgoniensis
Mordellistena tosgoniensis es una especie de coleóptero de la familia Mordellidae.

## Distribución geográfica
Habita en Mongolia.